# Tropaeolum rhomboideum
Tropaeolum rhomboideum là một loài thực vật có hoa trong họ Tropaeolaceae. Loài này được Lem. miêu tả khoa học đầu tiên năm 1847.